# Drazan Tomic
Drazan Tomic (Berlino, 27 aprile 1974) è un ex cestista tedesco.

## Carriera
Con la Germania ha disputato due edizioni dei Campionati europei (1999, 2001).

## Palmarès
- Campionato tedesco: 1

Alba Berlino: 1996-97
- Coppa di Germania: 1

Alba Berlino: 1997
- Coppa Korać: 1

Alba Berlino: 1994-95